# Makayla Gerken Schofield
Makayla Gerken Schofield (Chelmsford, 4 giugno 1999) è una sciatrice freestyle britannica, specializzata nelle gobbe e nelle gobbe in parallelo.

## Biografia
Specializzata nelle gobbe e nelle gobbe in parallelo e attiva a livello internazionale dal febbraio 2014, la Gerken Schofield ha debuttato in Coppa del Mondo il 9 dicembre 2019, giungendo 32ª nelle gobbe a Ruka e ha ottenuto il suo primo podio il 28 gennaio 2023, classificandosi 3ª nelle gobbe in parallelo a Val Saint Come, nella gara vinta dalla giapponese Anri Kawamura.
In carriera ha preso parte a una rassegna olimpica e a tre iridate.

## Palmarès

### Coppa del Mondo
- Miglior piazzamento in classifica generale: 78ª nel 2020
- Miglior piazzamento nella Coppa del Mondo generale di gobbe: 12ª nel 2021
- Miglior piazzamento nella Coppa del Mondo di gobbe: 23ª nel 2022
- Miglior piazzamento nella Coppa del Mondo di gobbe in parallelo: 26ª nel 2022
- 1 podio:
  - 1 terzo posto

### Coppa Europa
- 9 podi:
  - 2 vittorie
  - 2 secondi posti
  - 5 terzi posti

#### Coppa Europa - vittorie
| Data             | Luogo           | Paese    | Disciplina |
| ---------------- | --------------- | -------- | ---------- |
| 18 febbraio 2017 | Prato Leventina | Svizzera | DM         |
| 19 marzo 2019    | Airolo          | Svizzera | DM         |

Legenda:

DM = Gobbe in parallelo